# Toriyama Sekien
Toriyama Sekien (鳥山 石燕 in giapponese; 1712 – 1788) è stato un pittore e disegnatore giapponese. Famoso disegnatore di Ukiyo-e specializzato nei racconti popolari giapponesi. È celebre per il suo lavoro di censimento di circa 200 yōkai, realizzati nella serie di Hyakki Yagyō. Fa parte della scuola scuola Kanō e fu l'insegnante di Kitagawa Utamaro.
I suoi ritratti di creature del folklore ne hanno stabilito le rappresentazioni visive nella mente del pubblico, ispirando profondamente altri artisti giapponesi della sua epoca e di quelle successive, tra cui gli artisti ukiyo-e Tsukioka Yoshitoshi, Kawanabe Kyosai e il mangaka Mizuki Shigeru.

## Opere
- Gazu Hyakki Yagyō (画図百鬼夜行?, La parata notturna illustrata dei Cento demoni, 1776)
- Konjaku Gazu Zoku Hyakki (今昔画図続百鬼?, Cento demoni del presente e del passato illustrati, 1779)
- Konjaku Hyakki Shūi (今昔百鬼拾遺?, Supplemento ai cento demoni del presente e del passato, 1780)
- Gazu Hyakki Tsurezure Bukuro (画図百器徒然袋?, La borsa illustrata dei cento demoni casuali, 1784)